# 門真市立第二中学校
門真市立第二中学校（かどましりつ だいに ちゅうがっこう）は、大阪府門真市にある公立中学校。
当時の北河内郡門真町で2番目の公立中学校として、1963年に門真町立中学校（現在の門真市立第一中学校）より分離開校した。大阪府の中学校としては珍しく給食を実施（自校調理方式）している。

## 沿革
- 1963年4月1日 - 門真町立第二中学校として開校。
- 1963年8月1日 - 門真市の市制施行により、門真市立第二中学校と改称。
- 1964年1月5日 - 現在地に移転。
- 1964年2月1日 - 校章を制定。
- 1964年3月8日 - 校旗を制定。
- 1964年7月20日 - プール完成。
- 1965年3月6日 - 校歌を制定。
- 1966年3月31日 - 校舎を増築。
- 1968年7月30日 - 校地を拡張。
- 1969年2月25日 - 校舎を増築。
- 1972年4月1日 - 門真市立第四中学校を分離。
- 1973年4月1日 - 門真市立第五中学校を分離。
- 1978年4月1日 - 門真市立第七中学校を分離。
- 2010年4月1日 - 大橋町・常盤町を門真市立第七中学校校区より編入。大和田小学校卒業生は全員第二中学校へ進学することになった。但し、上級学年に兄姉が在籍している場合はどちらか選択できる。

## 通学区域
- 門真市立沖小学校、門真市立上野口小学校、門真市立大和田小学校の通学区域。

門真市 舟田町、南野口町（一部）、大字上島頭（市道沖町東西線以北・市道島頭太子田線以西）、大字下島頭（市道沖町東西線以北・市道島頭太子田線以西）、沖町、大字北島、大字打越、大字野口、大字横地、上野口町、野里町、大橋町、常盤町、大池町。

## 交通
- 京阪本線 大和田駅 南へ約1.9km。
- 地下鉄長堀鶴見緑地線 門真南駅 北東へ約2.1km。

## 記念誌
- 『創立20周年記念誌』1982年11月1日発行